# Hoobastank (음반)
| 전문가 평가          | 전문가 평가   |
| 평가 점수            | 평가 점수     |
| 출처                 | 점수          |
| -------------------- | ------------- |
| AllMusic             | [ 2 ]         |
| Entertainment Weekly | C             |
| Rolling Stone        | (unfavorable) |

《Hoobastank》는 아일랜드 레코드에 의해 2001년 11월 20일에 발매된 미국의 록 밴드 후바스탱크의 첫 번째 메이저 레이블 발매이자 두 번째 스튜디오 음반이다. 세 개의 싱글이 음반 〈Crawling in the Dark〉, 〈Running Away〉 그리고 〈Remember Me〉에서 발매되었다. 그 이후로 미국에서 플래티넘 인증을 받았다.

## 배경
이 음반의 음악과 보컬은 남부 캘리포니아의 같은 교외 지역에서 유래한 밴드 인큐버스와 비교되었다. 2001년 12월 MTV 인터뷰에서 기타리스트 댄 에스트린은 "우리가 인큐버스처럼 들린다고 생각하기 때문에 우리를 때리는 사람들이 많다"라고 말하며, "많은 사람들이 우리가 모두 같은 나이이고, 같은 동네에서 자랐으며, 같은 밴드의 영향을 받는다는 것을 이해하지 못하고, 두 가수 모두 페이스 노 모어의 마이크 패튼의 영향을 많이 받았다"라고 덧붙였다.

## 곡 목록
| #   | 제목                     | 작사·작곡                       | 재생 시간 |
| --- | ------------------------ | ------------------------------- | --------- |
| 1.  | 〈Crawling in the Dark〉 | 댄 에스트린, 더글러스 롭        | 2:55      |
| 2.  | 〈Remember Me〉          | 에스트린, 롭                    | 3:34      |
| 3.  | 〈Running Away〉         | 에스트린, 롭                    | 2:58      |
| 4.  | 〈Pieces〉               | 에스트린, 롭, 마르쿠 라팔라이넨 | 3:15      |
| 5.  | 〈Let You Know〉         | 에스트린, 롭                    | 3:39      |
| 6.  | 〈Better〉               | 라팔라이넨, 롭                  | 2:53      |
| 7.  | 〈Ready for You〉        | 에스트린, 롭                    | 3:07      |
| 8.  | 〈Up and Gone〉          | 라팔라이넨, 롭                  | 3:21      |
| 9.  | 〈Too Little Too Late〉  | 에스트린, 롭                    | 3:15      |
| 10. | 〈Hello Again〉          | 라팔라이넨, 롭                  | 3:02      |
| 11. | 〈To Be with You〉       | 라팔라이넨, 롭                  | 4:02      |
| 12. | 〈Give It Back〉         | 에스트린, 롭                    | 2:58      |

## 인증
| 국가                       | 인증     | 판매량/출하량 |
| -------------------------- | -------- | ------------- |
| 미국 (RIAA)                | 플래티넘 | 1,000,000^    |
| ^출하량을 기반으로 한 인증 |          |               |